# II liga polska w piłce siatkowej mężczyzn (2004/2005)
II liga polska w piłce siatkowej mężczyzn 2004/2005 – 15. edycja ligowych rozgrywek siatkarskich trzeciego szczebla, organizowanych przez Polski Związek Piłki Siatkowej pod nazwą II liga.
Zmagania toczą się dwuetapowo:
1. Etap I (dwurundowa faza zasadnicza) – przeprowadzona w formule ligowej, systemem kołowym (tj. "każdy z każdym - mecz i rewanż"). Miała na celu wyłonienie dwóch grup: walczącej o awans do I ligi i walczącej o utrzymanie się w II lidze polskiej.
2. Etap II (dwurundowa faza play-off) – przeprowadzona w systemem pucharowym. Rywalizacja toczyła się o miejsca 1-4 oraz o utrzymanie. Przystąpiło do niej 8 drużyn. Zwycięzcy rozgrywek w poszczególnych grupach awansowali do I ligi.

## Drużyny uczestniczące

### Grupa 1
Grupę 1 tworzą kluby z województw: dolnośląskiego (części), lubuskiego, pomorskiego (części), wielkopolskiego i zachodniopomorskiego.
| | Uczestnicy poprzedniej edycji  |   |
| --- | ------------------------------ | - |
| ZG | AZS Gwardia Gubin Zielona Góra | 3 |
| SZC | Morze Bałtyk Szczecin          | 4 |
| ŚWI | MMKS Maraton Świnoujście       | 5 |
| GŁO | SPS Chrobry Głogów             | 6 |
| POZ | KS Poznań                      | 7 |
| | Awans z III ligi               |   |
| SUL | STS Olimpia Sulęcin            |   |
| GDA | Gedania Gdańsk                 |   |
| BOL | TOP Bolesławiec                |   |
| Oznaczenia: - kolumna pierwsza – skróty nazw drużyn wpisane na mapie (jeśli ta została zamieszczona), - kolumna trzecia – miejsce zajęte przez daną drużynę w poprzednim sezonie. |                                |   |

### Grupa 2
Grupę 2 tworzą kluby z województw: dolnośląskiego (części), łódzkiego, opolskiego oraz śląskiego (części).
| | Uczestnicy poprzedniej edycji |    |
| --- | ----------------------------- | -- |
| LEG | Ikar Legnica                  | 2  |
| OZO | MKS Bzura Ozorków             | 2  |
| WOŁ | TKKF Pomet Razem Wołów        | 5  |
| NYS | SKS Mechanik Komunalnik Nysa  | 6  |
| | Spadek z I ligi               |    |
| SMS | SMS PZPS Spała                | 11 |
| | Awans z III ligi              |    |
| CZE | Delic-Pol Norwid Częstochowa  |    |
| RZĄ | LKS Czarni Rząśnia            |    |
| WAŁ | TS Juventur Wałbrzych         |    |
| Oznaczenia: - kolumna pierwsza – skróty nazw drużyn wpisane na mapie (jeśli ta została zamieszczona), - kolumna trzecia – miejsce zajęte przez daną drużynę w poprzednim sezonie. |                               |    |

### Grupa 3
Grupę 3 tworzą kluby z województw: mazowieckiego, pomorskiego (części) i warmińsko-mazurskiego.
| | Uczestnicy poprzedniej edycji |   |
| --- | ----------------------------- | - |
| SZC | Gwardia Szczytno              | 2 |
| OLS | AZS UWM Olsztyn II            | 3 |
| OST | ASPS Net Ostrołęka            | 4 |
| WRK | WTS Warka                     | 4 |
| SGD | SKS SSA Starogard Gdański     | 6 |
| | Awans z III ligi              |   |
| WIL | Wilga Garwolin                |   |
| LEG | SKF Legia Warszawa            |   |
| Oznaczenia: - kolumna pierwsza – skróty nazw drużyn wpisane na mapie (jeśli ta została zamieszczona), - kolumna trzecia – miejsce zajęte przez daną drużynę w poprzednim sezonie. |                               |   |

### Grupa 4
Grupę 4 tworzą kluby z województw: lubelskiego, małopolskiego, podkarpackiego oraz śląskiego (części).
| | Uczestnicy poprzedniej edycji |   |
| --- | ----------------------------- | - |
| BRZ | Okocimski Brzesko             | 3 |
| ENE | MCKiS Energetyk Jaworzno      | 3 |
| AND | MKS Andrychów                 | 4 |
| LUB | ZKS Cukrownik Lublin          | 5 |
| RAC | KS AZS Rafako Racibórz        | 7 |
| | Awans z III ligi              |   |
| BED | MKS MOS Będzin                |   |
| ROP | KS Błękitni Ropczyce          |   |
| Oznaczenia: - kolumna pierwsza – skróty nazw drużyn wpisane na mapie (jeśli ta została zamieszczona), - kolumna trzecia – miejsce zajęte przez daną drużynę w poprzednim sezonie. |                               |   |

## Grupa 1
| Lp. | Drużyna                        |
| --- | ------------------------------ |
| 1   | STS Olimpia Sulęcin            |
| 2   | AZS Gwardia Gubin Zielona Góra |
| 3   | KS Morze Bałtyk Szczecin       |
| 4   | Gedania Gdańsk                 |
| 5   | SPS Chrobry Głogów             |
| 6   | KS Poznań                      |
| 7   | MMKS Maraton Świnoujście       |
| 8   | TOP Bolesławiec                |

     awans do I ligi
     spadek do III ligi

## Grupa 2
| Lp. | Drużyna                      |
| --- | ---------------------------- |
| 1   | MKS Bzura Ozorków            |
| 2   | Delic-Pol Norwid Częstochowa |
| 3   | LKS Czarni Rząśnia           |
| 4   | Ikar Legnica                 |
| 5   | Juventur Wałbrzych           |
| 6   | TKKF Pomet-Razem Wołów       |
| 7   | SKS Mechanik Komunalnik Nysa |
| 8   | SMS I PZPS Spała             |

     awans do I ligi
     spadek do III ligi

## Grupa 3
| Lp. | Drużyna                   |
| --- | ------------------------- |
| 1   | AZS UWM II Olsztyn        |
| 2   | Gwardia Szczytno          |
| 3   | GKS Wilga Garwolin        |
| 4   | SKF Legia Warszawa        |
| 5   | WTS Warka                 |
| 6   | ASPS Net Ostrołęka        |
| 7   | SKS SSA Starogard Gdański |

     awans do I ligi
     spadek do III ligi

## Grupa 4
| Lp. | Drużyna                  |
| --- | ------------------------ |
| 1   | MCKiS Energetyk Jaworzno |
| 2   | MKS MOS Będzin           |
| 3   | Cukrownik Lublin         |
| 4   | Błękitni Ropczyce        |
| 5   | Rafako Racibórz          |
| 6   | MKS Andrychów            |
| 7   | Okocimski Brzesko        |

     awans do I ligi